# Diplonevra pachycera
Diplonevra pachycera är en tvåvingeart som beskrevs av Schmitz 1927. Diplonevra pachycera ingår i släktet Diplonevra och familjen puckelflugor. Inga underarter finns listade i Catalogue of Life.